# جو تومسون (سياسي)
جو تومسون (بالإنجليزية: Joe Thompson)‏ هو سياسي أسترالي، ولد في 25 يوليو 1923، وتوفي في 14 مايو 2005. حزبياً، نشط في حزب العمال الأسترالي. وقد انتخب عضو المجلس التشريعي نيو ساوث ويلز.